# Alès (quận)
Quận Alès là một quận của Pháp, nằm ở tỉnh Gard, trong vùng Occitanie. Quận này có 12 tổng và 101 xã.

## Các đơn vị hành chính

### Các tổng
Các tổng của quận Alès là: 
1. Alès-Nord-Est
2. Alès-Ouest
3. Alès-Sud-Est
4. Anduze
5. Barjac
6. Bessèges
7. Génolhac
8. La Grand-Combe
9. Lédignan
10. Saint-Ambroix
11. Saint-Jean-du-Gard
12. Vézénobres

### Các xã
Các xã của quận Alès, và mã INSEE là: 
| 1. Aigremont (30002)                          | 2. Allègre-les-Fumades (30008)             | 3. Alès (30007)                        | 4. Anduze (30010)                     |
| 5. Aujac (30022)                              | 6. Bagard (30027)                          | 7. Barjac (30029)                      | 8. Bessèges (30037)                   |
| 9. Boisset-et-Gaujac (30042)                  | 10. Bonnevaux (30044)                      | 11. Bordezac (30045)                   | 12. Boucoiran-et-Nozières (30046)     |
| 13. Bouquet (30048)                           | 14. Branoux-les-Taillades (30051)          | 15. Brignon (30053)                    | 16. Brouzet-lès-Alès (30055)          |
| 17. Cardet (30068)                            | 18. Cassagnoles (30071)                    | 19. Castelnau-Valence (30072)          | 20. Cendras (30077)                   |
| 21. Chambon (30079)                           | 22. Chamborigaud (30080)                   | 23. Concoules (30090)                  | 24. Corbès (30094)                    |
| 25. Courry (30097)                            | 26. Cruviers-Lascours (30100)              | 27. Deaux (30101)                      | 28. Domessargues (30104)              |
| 29. Euzet (30109)                             | 30. Gagnières (30120)                      | 31. Génolhac (30130)                   | 32. Générargues (30129)               |
| 33. La Grand-Combe (30132)                    | 34. La Vernarède (30345)                   | 35. Lamelouze (30137)                  | 36. Laval-Pradel (30142)              |
| 37. Le Martinet (30159)                       | 38. Les Mages (30152)                      | 39. Les Plans (30197)                  | 40. Les Salles-du-Gardon (30307)      |
| 41. Lédignan (30146)                          | 42. Lézan (30147)                          | 43. Malons-et-Elze (30153)             | 44. Martignargues (30158)             |
| 45. Maruéjols-lès-Gardon (30160)              | 46. Massanes (30161)                       | 47. Massillargues-Attuech (30162)      | 48. Mauressargues (30163)             |
| 49. Meyrannes (30167)                         | 50. Mialet (30168)                         | 51. Molières-sur-Cèze (30171)          | 52. Mons (30173)                      |
| 53. Monteils (30177)                          | 54. Méjannes-le-Clap (30164)               | 55. Méjannes-lès-Alès (30165)          | 56. Navacelles (30187)                |
| 57. Ners (30188)                              | 58. Peyremale (30194)                      | 59. Ponteils-et-Brésis (30201)         | 60. Portes (30203)                    |
| 61. Potelières (30204)                        | 62. Ribaute-les-Tavernes (30214)           | 63. Rivières (30215)                   | 64. Robiac-Rochessadoule (30216)      |
| 65. Rochegude (30218)                         | 66. Rousson (30223)                        | 67. Saint-Ambroix (30227)              | 68. Saint-Brès (30237)                |
| 69. Saint-Bénézet (30234)                     | 70. Saint-Christol-lès-Alès (30243)        | 71. Saint-Césaire-de-Gauzignan (30240) | 72. Saint-Denis (30247)               |
| 73. Saint-Florent-sur-Auzonnet (30253)        | 74. Saint-Hilaire-de-Brethmas (30259)      | 75. Saint-Hippolyte-de-Caton (30261)   | 76. Saint-Jean-de-Ceyrargues (30264)  |
| 77. Saint-Jean-de-Maruéjols-et-Avéjan (30266) | 78. Saint-Jean-de-Serres (30267)           | 79. Saint-Jean-de-Valériscle (30268)   | 80. Saint-Jean-du-Gard (30269)        |
| 81. Saint-Jean-du-Pin (30270)                 | 82. Saint-Julien-de-Cassagnas (30271)      | 83. Saint-Julien-les-Rosiers (30274)   | 84. Saint-Just-et-Vacquières (30275)  |
| 85. Saint-Martin-de-Valgalgues (30284)        | 86. Saint-Maurice-de-Cazevieille (30285)   | 87. Saint-Paul-la-Coste (30291)        | 88. Saint-Privat-de-Champclos (30293) |
| 89. Saint-Privat-des-Vieux (30294)            | 90. Saint-Sébastien-d'Aigrefeuille (30298) | 91. Saint-Victor-de-Malcap (30303)     | 92. Saint-Étienne-de-l'Olm (30250)    |
| 93. Sainte-Cécile-d'Andorge (30239)           | 94. Salindres (30305)                      | 95. Servas (30318)                     | 96. Seynes (30320)                    |
| 97. Soustelle (30323)                         | 98. Sénéchas (30316)                       | 99. Tharaux (30327)                    | 100. Tornac (30330)                   |
| 101. Vézénobres (30348)                       |                                            |                                        |                                       |